# Великий Бычков
Вели́кий Бы́чков (укр. Великий Бичків) — посёлок в Раховском районе Закарпатской области Украины. Административный центр Великобычковской поселковой общины.

## Географическое положение
Расположен на правом берегу реки Тисы при впадении в неё речки Шопурки, в 35 км от районного центра города Рахова.

## История
Великий Бычков — старейший населённый пункт района. Первое упоминание о нём в письменных источниках находим ещё в конце XIV века.
В грамотах Мармароша XIV—XV веков отмечено, что венгерский король Людовик I Великий в том году подарил сыновьям воеводы Сааза Балку Драгово и Иоанну Бычков, Белую Церковь, Тересву и Буштино (11 августа 1373). Хотя ряд источников указывают на то, что заселение Великого Бычкова началось раньше, в конце XIII века возникло поселение на правобережье Тисы, затем в XIV—XV веках заселялась левая сторона Тисы, которая теперь входит в состав Румынии.
Владельцами Бычкова изначально были греческие воеводы (фанариоты), но население было русинским, потомками славянского племени белых хорватов. Постоянные войны, феодальные междоусобицы, набеги кочевников, турецко-татарская агрессия, крестьянские восстания течение средневековья приводили к сокращению численности жителей села, которое пополнялось за счет беженцев из Галичины, Волыни, Подолья. В 1444 году двое жителей — Семён и Юрий — получили титулы шляхтичей за героизм в боях с турками в нижнем течении Дуная. Ещё двое (Богдан и Михаил Тотулы) получили земли в Бычкове, Луге и Крочунови за храбрость в битве с турками под Варной, а Михаил Иргальций — за отличие в бою под Белградом.
В 1868 году здесь был построен лесохимический завод, в 1887 году к нему была проложена узкоколейная железная дорога (уже не действует).
После распада Австро-Венгрии Великий Бычков, располагавшийся на обоих берегах Тисы, оказался разделён между Чехословакией и Румынией. Левобережная часть ныне находится в составе жудеца Марамуреш и носит румынское название Бочкою-Маре.
17 октября 1944 года селение заняли части 17-го гвардейского стрелкового корпуса РККА и в 1945 году Великий Бычков вошёл в состав СССР.
В 1946 году указом ПВС УССР село Великий Бочков переименовано в Великий Бычков.
В 1951 году в посёлке действовали лесохимический завод, несколько других предприятий лесной промышленности, средняя школа, три начальные школы, три библиотеки, два кинотеатра и два клуба.
В 1967 году здесь был организован краеведческий музей.
В 1968 году численность населения составляла 8 тыс. человек, крупнейшими предприятиями являлись лесохимический комбинат и лесокомбинат.
В 1977 году численность населения составляла 8,6 тыс. человек, здесь действовали лесохимический комбинат, лесокомбинат, кирпичный завод, соко-винный завод, Раховская фабрика художественных изделий, хлебный комбинат, комбинат бытового обслуживания, пять общеобразовательных школ, музыкальная школа, спортивная школа, больница и три иных лечебных учреждения, Дом культуры, 9 библиотек, историко-краеведческий музей, два кинотеатра и два клуба.

## Население
В январе 1989 года численность населения составляла 8968 человек.
По состоянию на 1 января 2013 года численность населения составляла 9380 человек.

### Языковой состав
Родной язык населения по данным переписи 2001 года:
| Язык       | Численность, чел. | Доля     |
| ---------- | ----------------- | -------- |
| Украинский | 8 974             | 95,24 %  |
| Венгерский | 271               | 2,88 %   |
| Другое     | 178               | 1,88 %   |
| Итого      | 9 423             | 100,00 % |

## Транспорт
Находится в 13 км от ближайшей железнодорожной станции Солотвино.
Через посёлок проходит шоссейная дорога Ужгород—Рахов.

## Достопримечательности
В Великом Бычкове сооружены памятники Тарасу Шевченко, односельчанам, погибшим на фронтах Великой Отечественной войны, и уроженцу посёлка революционеру И. Локоте.